# Kirył Kirylenka
Kirył Alehawicz Kirylenka, biał. Кірыл Алегавіч Кірыленка (ur. 8 października 2000 w Mińsku) – białoruski piłkarz pochodzenia ukraińskiego, występujący na pozycji napastnika.

## Kariera piłkarska

### Kariera klubowa
Wychowanek klubu FK Mińsk, w barwach rezerw których rozpoczął w 2016 karierę piłkarską. Wiosną 2017 został piłkarzem Dynamy Brześć. 29 marca 2019 przeniósł się do BATE Borysów. 30 lipca 2019 przeszedł do Karpat Lwów.

### Kariera reprezentacyjna
W latach 2016–2017 występował w juniorskiej reprezentacji Białorusi. W 2017 debiutował w reprezentacji U-19. W latach 2019–2021 broni barw młodzieżówki U-21.

## Sukcesy i odznaczenia

### Sukcesy klubowe
Dynama Brześć
- zdobywca Pucharu Białorusi: 2016/17, 2017/18
- zdobywca Superpucharu Białorusi: 2018